# Улица Львова
Улица Львова — улица в Академическом районе Москвы; названа в 1988 году в честь первого начальника Черёмушкинского РУВД, полковника Л. М. Львова (1937—1974), смертельно раненного при задержании вооружённого преступника.

## Расположение
Улица Львова расположена между улицами Профсоюзной (параллельно домам 16/10, 18, 20/9), Ивана Бабушкина (параллельно), Кедрова (перпендикулярно) и Кржижановского (перпендикулярно), недалеко от станций метро «Академическая» и «Профсоюзная».

## Описание
Формально улица Львова не имеет домов, поскольку все дома вдоль неё прописаны по соседним улицам .
Восточная сторона улицы — фундаментальные дома из красного кирпича, здесь располагаются учреждения. Западная сторона — жилые дома с уютными двориками. В середине улицы друг против друга стоят здания школьного типа старой постройки — Московский банковский институт (бывшее здание школы № 3, фасад в противоположную сторону, красное здание) и школа № 104 (белое здание).
Общественный транспорт по улице не ходит. По улице Кедрова мимо улицы ходит автобус 57, по улице Кржижановского — трамвай 26.

## Галерея

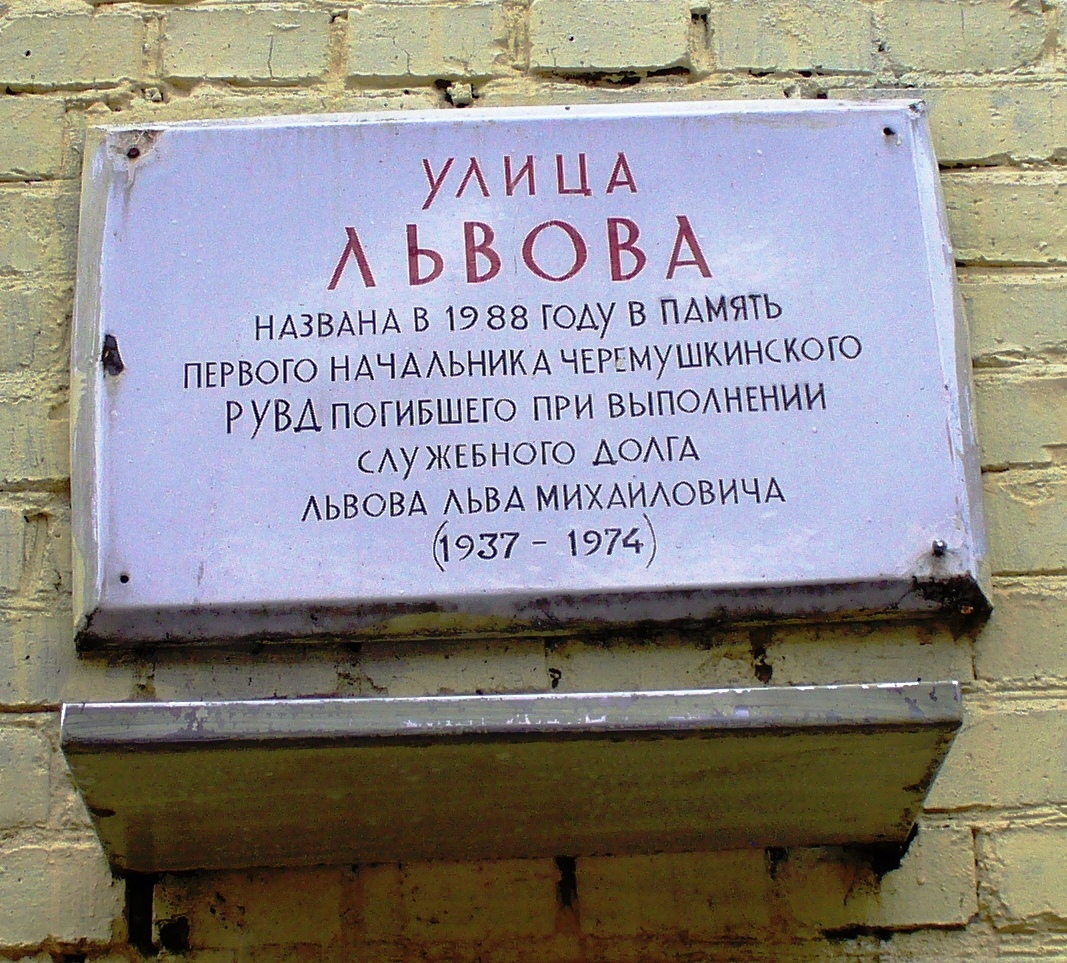
Табличка. Улица Кедрова, д. 8 корп. 2
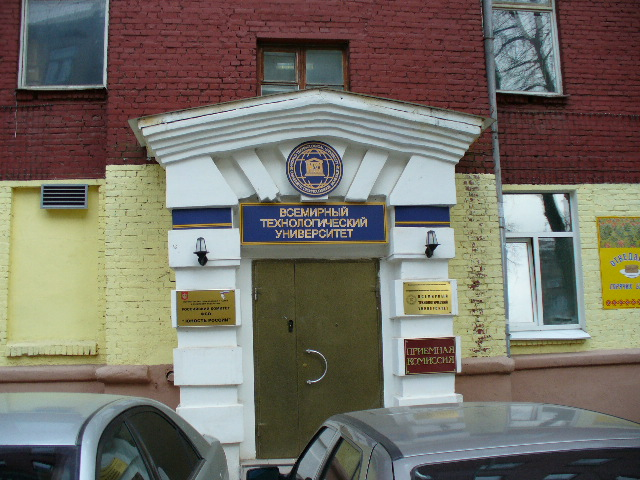
«Всемирный Технологический университет». Улица Кедрова, д. 8 корп. 2
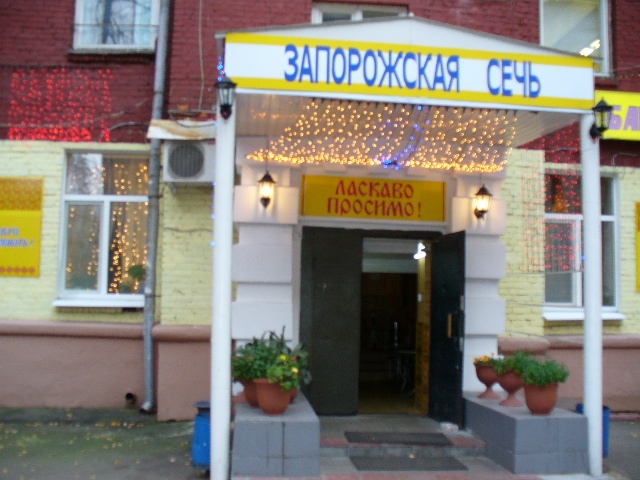
Ресторан «Запорожская Сечь». Улица Кедрова, д. 8 корп. 2